# 城南街道 (梧州市)
城南街道，是中华人民共和国广西壮族自治区梧州市万秀区下辖的一个乡镇级行政单位。

## 行政区划
城南街道下辖以下地区：
五坊社区、南中社区、阜民社区、平东社区和平西社区。